# Игуманија Ирина (Јовановић)
Ирина (световно Новка Јовановић; Јасеновик код Ниша, 21. новембар 1961) монахиња је Српске православне цркве и игуманија Манастира Липовца.

## Биографија
Монахиња Ирина, у свету Новка Јовановић, рођена је 21. новембара 1961. године. од родитеља Живојина и Вере Јовановић, у селу Јасеновик надомак Ниша. 
У кући Јовановића је од старина била заступљена побожност и строго хришћанско васпитање, које је превасходно неговао и у своју чељад усадио, домаћин породице Ратко Јовановић, дека мати Ирине, и један од истакнутих чланова Богомољачког покрета у овом делу Србије.
Октобра 1975. године подстакнута лепотом живота по Јеванђељу Христовом, прва која се из куће Јовановића одлучује за монашки позив јесте седамнаестогодишња Гвозденка Јовановић, потоња монахиња Харитина, рођена тетка мати Ирине.
По Благослову родитеља, охрабрена одлучношћу и чврстином своје тетке, и сама жељна монашког живота и подвига, млада петнаестогодишња Новка ступа у Манастир Липовац на дан Светих Апостола Вартоломеја и Варнаве 24. јун 1976. године.
Одлуком Његовог Преосвештенства епископа нишког Иринеја Гавриловића послушница Новка бива замонашена по чину расе и камилавке марта 1981. године добивши монашко име Ирина, по Светој Великомученици Ирини Илиопоској.
Заједно са још три расофорне монахиње овог манастира -Ксенијом, Харитином и Христосијом, сестра Ирина бива замонашена у чин мале монашке схиме 1998. године.
До данашњег дана мати Ирина борави у свом манастиру пуних 45 година.
Његово Преосвештенство епископ нишки Г. Арсеније Главчић је 2. јануара 2021. године на Светој Литургији мати Ирину произвео у игуманију ове обитељи.
Мати Ирина на трону игуманија Манастира Липовца наследила је блажене успомене игуманију Меланију која је била игуманија ове обитељи пуних 15 година.